# Hiroshi Mikitani
Hiroshi Mikitani (三木谷浩史 (Mikitani Hiroshi?); Kobe, 11 marzo 1965) è un imprenditore e scrittore giapponese, miliardario, fondatore e CEO di Rakuten, il maggiore rivenditore di e-commerce del Giappone. È anche presidente di Crimson Group, presidente della squadra di calcio Vissel Kobe, presidente dell'Orchestra Filarmornica di Tokyo e membro del board di Lyft.
Secondo Forbes, nel 2023 è il 13° più ricco del Giappone con un patrimonio netto stimato in 2,9 miliardi di dollari.

## Biografia
Mikitani è nato nel 1965 ed è cresciuto a Kōbe, nella prefettura di Hyōgo, in Giappone.  Suo padre, Ryōichi Mikitani, è stato presidente della Japan Society of Monetary Economics ed è stato professore all'Università di Kobe. Sua madre Setsuko si era laureata all'Università di Kobe e lavorava per una società commerciale; aveva frequentato la scuola elementare a New York. Tramite sua nonna paterna, afferma di discendere da Honda Tadakatsu, uno dei Quattro Re Celesti dello shogun Tokugawa Ieyasu. Sua nonna è nata da un nobile famiglia che era decaduta in tempi difficili e ha cresciuto il padre di Mikitani come una madre single mentre gestiva una tabaccheria. Suo nonno era un uomo d'affari attivo a New York, ed era un co-fondatore di Minolta.  Ryōichi è stato il primo borsista Fulbright del Giappone negli Stati Uniti e ha insegnato per due anni all'Università di Yale; durante quel periodo, dal 1972 al 1974, la famiglia visse a New Haven, nel Connecticut. Sua sorella Ikuko è un medico (MD all'Università di Osaka), e suo fratello Kenichi un professore di biologia all'Università di Tokyo.
Mikitani ha frequentato l'Università di Hitotsubashi, laureandosi nel 1988 in commercio.

## Carriera

### Banche
Mikitani ha lavorato presso la Industrial Bank of Japan (ora parte della Mizuho Corporate Bank) dal 1988 al 1996, con una parentesi dal 1991 al 1993 per frequentare la Harvard Business School. Ha poi lasciato la banca per avviare il proprio gruppo di consulenza, chiamato Crimson Group. Mikitani ha affermato che la distruzione causata dal devastante terremoto di Kobe del 1995 gli ha fatto capire che voleva aiutare a rivitalizzare l'economia giapponese, portando alle sue dimissioni dal settore bancario e alla decisione di avviare un'attività in proprio.

### Rakuten
Nel 1996, Mikitani ha iniziato ad avventurarsi nel settore dell'alta tecnologia e ha iniziato a esaminare vari modelli di business decidendo di lanciare un centro commerciale online. Il 7 febbraio 1997, Mikitani ha fondato la società di e-commerce MDM, Inc. con tre co-fondatori e US 250.000 dollari dei propri soldi, lanciando il mercato online Rakuten Ichiba in Giappone il 1º maggio 1997. La società è stata ribattezzata Rakuten, Inc. nel 1999 e Mikitani l'ha resa pubblica sul JASDAQ quotandola in Borsa nel 2000.  Nel fondare la società, Mikitani ha immaginato un mercato online incentrato sullo scambio tra acquirenti e venditori, come un ibrido tra eBay e Amazon.com. È iniziato come un piccolo mercato online con 13 negozi e 6 dipendenti, e da allora è diventato "un gigante dell'e-commerce".
Nel 2010, Mikitani ha cambiato l'obiettivo di Rakuten, poiché la società ha iniziato ad espandersi al di fuori del Giappone, con acquisizioni di siti di e-commerce all'estero tra cui Buy.com degli Stati Uniti (ora Rakuten.com), PriceMinister della Francia e continuando con aziende tra cui Canadian e-Kobo (ora Rakuten Kobo), il sito di cashback statunitense Ebates (ora Rakuten Rewards) e l'app di messaggistica con sede a Cipro Viber (ora Rakuten Viber), e quote di minoranza nel sito di scrapbooking online Pinterest e nell'app Lyft (dove Mikitani è membro del consiglio). Rakuten ha unità di business tra cui viaggi, e-book, carte di credito, acquisti online, banche e la squadra di baseball Rakuten Golden Eagles. Entro il 2017, Rakuten aveva oltre 14.000 dipendenti, oltre 42.000 negozi sui suoi siti di e-commerce e un fatturato di quasi 6 miliardi di dollari USA.
A partire da marzo 2010, Mikitani ha implementato un piano che chiama "inglesizzazione", rendendo l'inglese la lingua principale di Rakuten entro due anni. Sebbene il piano sia stato liquidato come "stupido" dal presidente della Honda Takanobu Ito nel 2010, Mikitani ritiene che "l'inglese non sia più un vantaggio, è un requisito". Ritiene che la padronanza dell'inglese dell'azienda giapponese, con riunioni e resoconti svolti in inglese, sia un grande vantaggio per l'azienda a livello globale. Nel 2011, l'iniziativa di "inglizzazione" di Mikitani è stata descritta in un caso di studio della Harvard Business Review.
Mikitani è amministratore delegato di Rakuten sin dalla sua fondazione e nel 2001 ne è diventato anche presidente. Tra gli altri suoi titoli ci sono presidente di Rakuten Travel, presidente della squadra di calcio Rakuten Vissel Kobe, direttore di PriceMinister, direttore di Rakuten Kobo e presidente e proprietario della squadra di Rakuten Baseball. È stato nominato presidente della Tokyo Philharmonic Orchestra nel 2011.

### Proprietà della squadra sportiva
Nel 1995, dopo che un terremoto a Kobe causò danni ingenti tanto che la città non poteva più mantenere la squadra di calcio Vissel Kobe, a Mikitani fu chiesto di rilevare la squadra. L'ha acquistata nello stesso anno attraverso la sua società Crimson Group. Nel 2014 il team è stato acquisito da Rakuten.
Nel 2004, la Japanese Pacific League, in mezzo a difficoltà finanziarie, ha abbandonato due squadre, provocando uno sciopero dei giocatori. Mikitani è stato contattato dai funzionari della lega per mettere insieme una squadra di espansione a Sendai, che sarebbe stata chiamata Tohoku Rakuten Golden Eagles. Mikitani ha ricostruito e rinnovato lo stadio di Sendai, prima della stagione inaugurale della squadra nel 2005. I Golden Eagles hanno vinto la Japan Series 2013, due anni dopo il terremoto e lo tsunami del 2011 che hanno devastato Sendai e la regione del Tōhoku.

### Kosmos Holding
Nel 2017, Mikitani ha collaborato con il suo amico giocatore dell'FC Barcelona Gerard Piqué per co-fondare Kosmos Holding. Una holding e un gruppo di investimento per investire in società con sede nei settori dello sport, dei media e dell'intrattenimento. Nel 2018, Kosmos Holding ha acquisito la proprietà del tennis della Coppa Davis  e della società calcistica FC Andorra.

### Keidanren
Mikitani era entrato a far parte di Keidanren, la federazione imprenditoriale giapponese nel 2004. Nel giugno 2011, all'indomani del disastro nucleare di Fukushima, ha lasciato la federazione, annunciando la decisione via Twitter prima di inviare la lettera formale di dimissioni, dicendo che era non era più la stessa organizzazione a cui aveva aderito, e non era d'accordo con il suo sostegno alla continua dipendenza dall'industria nucleare per l'elettricità e la sua riluttanza a realizzare riforme che potessero aiutare il Giappone a competere a livello internazionale. Successivamente ha riflettuto sulla creazione di una organizzazione rivale.
Il 1º giugno 2012 è stata lanciata a Tokyo la Japanese Association of New Economy (JANE). Si trattava di una ridenominazione della "Japan e-business association", istituita nel febbraio 2010 per aprirla alle imprese non online.  Mikitani è il direttore rappresentativo di JANE.

### Filantropia
Il 27 febbraio 2022, Mikitani ha annunciato una donazione di 1 miliardo di yen al governo ucraino per sostenerlo durante l'invasione russa.

## Riconoscimenti e premi
- Nel 2012, Mikitani ha ricevuto l'Harvard Business School Alumni Achievement Award, uno dei più alti riconoscimenti della scuola. È stato anche nominato membro del Consiglio per la competitività industriale del primo ministro Shinzō Abe.[27]
- Nel 2014, Mikitani è stato insignito del grado di Cavaliere dell'Ordine Nazionale della Legion d'Onore dal governo francese.[28]
- Nel 2017 Mikitani è stato insignito dell'Ordine al Merito del Granducato di Lussemburgo.[29] e il premio per il contributo alle imprese Spagna-Giappone 2017 della Camera di commercio spagnola.[30]

## Vita privata
Sposato dal 1993 con Haruko Mikitani. Hanno due figli.